# デイヴィッド・ロイド・ジョンストン
デイヴィッド・ロイド・ジョンストン（英語: David Lloyd Johnston、1941年6月28日 - ）は、カナダの政治家、大学教授、作家。第28代カナダ総督を務めた。

## 経歴
1941年6月28日にオンタリオ州サドバリーにて、金物屋を経営する父の元に誕生する。スーセントメリーで高校を卒業した。1959年にハーバード大学に入学し、その後にケンブリッジ大学・クイーンズ大学に通った。証券取引規制・会社法・公共政策・情報技術法などを専門とした。
1966年よりクイーンズ大学ロースクールで助教授、その後トロント大学ロースクールで教授となり、ウェスタンオンタリオ大学でロースクール長、マギル大学学長、ウォータールー大学学長を務めた。同時にジョンストンは政治や公益に関与した。エアバス事件に関する質疑による指導力でその名を知られるようになった。
2010年にハーパー首相に推薦され、ミカエル・ジャンの後任としてエリザベス2世によって総督に任命された。その時にケベック主権主義者（分離独立派）によって非難されたが、ジョンストンは基本的に女王の代理として価値のある選択だったと高く評価された。
ジョンストンは総督として在任中は「His Excellency（閣下）」という儀礼称号が使用され、また在任中及び終身「The Right Honourable（オナラブル）」という儀礼称号が使用される。
2023年3月15日、トルドー首相は、過去2回の総選挙に中国が介入した疑惑を独立して調査する特別報告者にジョンストンを任命すると発表した。

## 主著
- Cases and Materials on Corporate Finance and Securities Law (1967).
- Computers and Law (1968).
- Cases and Materials on Company Law (1969).
- Cases and Materials on Securities Law (1971).
- Business Associations (1979).
- Canadian Companies and the Stock Exchange (1980).
- Canadian Securities Regulation (1982, 2003, 2006).
- Partnerships and Canadian Business Corporations, Vols. 1 and 2 (1983, 1989, 1992).
- If Quebec Goes ... The Real Cost of Separation (1995).
- Getting Canada On-line: Understanding the Information Highway (1995).
- Cyberlaw (1997).
- Communications in Law in Canada (2000).
- Halsbury's Law of Canada (2007).